# Tunu

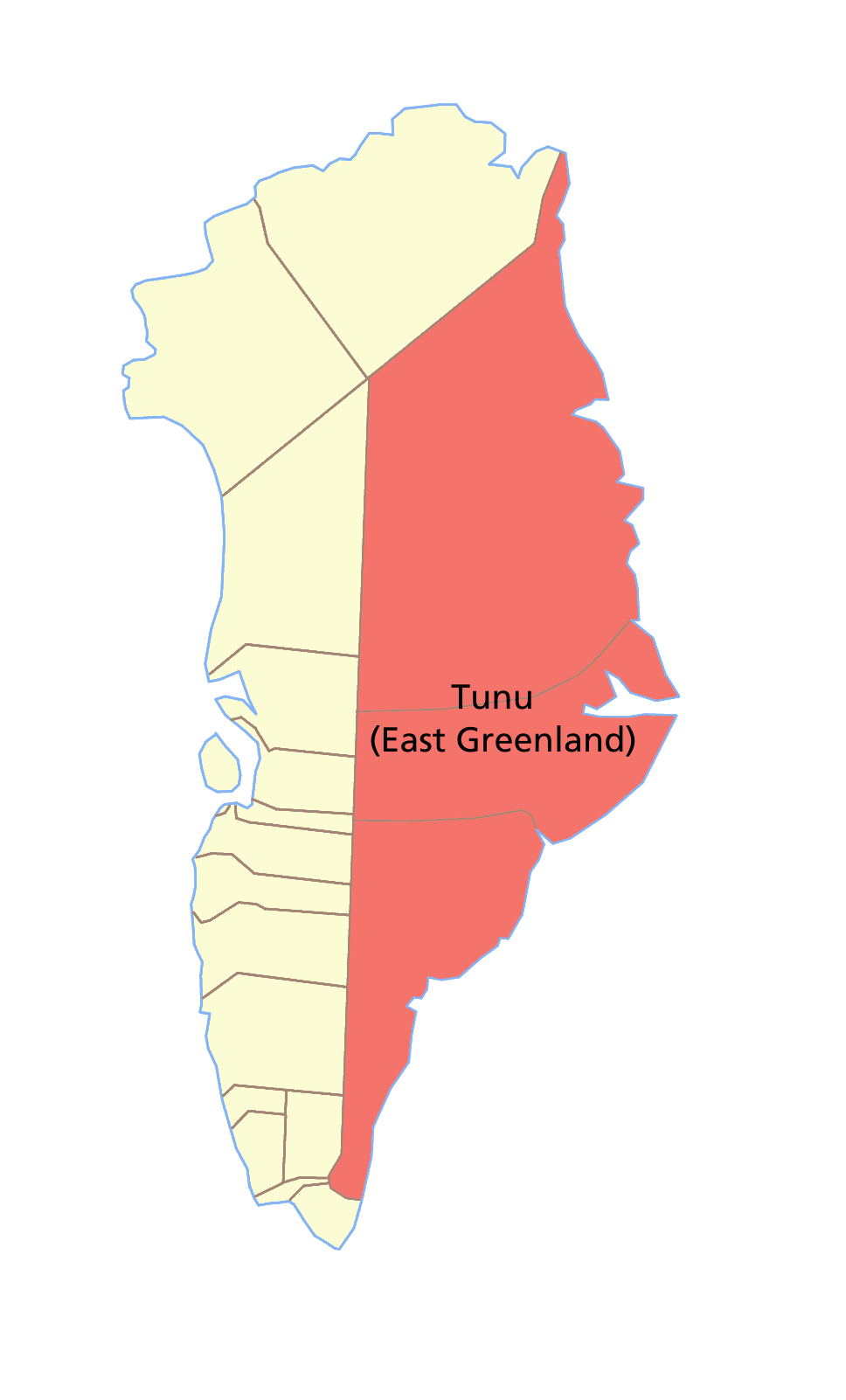
Tunu het voormalige oostelijke landsdeel van Groenland

Tunu of Østgrønland (Oost-Groenland) was een van de drie landsdelen (Deens: amter) van Groenland. Het bestuur van het per 1 januari 2009 opgeheven landsdeel was gevestigd in Tasiilaq. Het aantal inwoners van Tunu lag in 2005 rond de 3800.
Van de voormalige 18 gemeentes in heel Groenland lagen er twee in Tunu, Ammassalik en Ittoqqortoormiit. De noordelijke helft van dit landsdeel werd in beslag genomen door het Nationale Park Groenland (Grønlands Nationalpark). Ten oosten van Tunu ligt de Groenlandzee, Straat Denemarken, de Noorse Zee en de Noord-Atlantische Oceaan.
Voormalige landsdelen: Kitaa  · Tunu  · Avannaa

Voormalige gemeenten: Aasiaat  · Ammassalik · Ilulissat · Ittoqqortoormiit  · Ivittuut · Kangaatsiaq  · Maniitsoq · Nanortalik · Narsaq · Nuuk · Paamiut · Qaanaaq · Qaasuitsup · Qaqortoq · Qasigiannguit · Qeqertarsuaq · Sisimiut · Upernavik · Uummannaq